# Миссан, Иван Ильич
Иван Ильич Миссан (5 января 1903, Бердянск — 24 апреля 1980, Одесса) — советский военачальник, генерал-лейтенант (15 сентября 1943 года).

## Биография
Родился 5 января 1903 года в Бердянске (ныне в Запорожской области). Работал рыбаком на рыбных промыслах в Бердянске.

## Военная служба

### Гражданская война
В январе 1919 года был призван в ряды РККА и направлен красноармейцем в караульный батальон, дислоцированный в Бердянске, в июле того же года — красноармейцем 517-го стрелкового полка и батальона особого назначения при 58-й стрелковой дивизии, а в марте 1920 года — красноармейцем продовольственного отряда при Бердянском уездном продовольственном комитете. Принимал участие в боевых действиях против войск генерала А. И. Деникина, в августе — сентябре 1919 года участвовал в 400-километровом рейде по тылам белогвардейских войск по направлению Киев — Житомир с целью соединения с основными силами 12-й армии, после чего участвовал в боевых действиях под Киевом, а затем — в ходе советско-польской войны.
В апреле 1921 года был уволен в запас.

### Межвоенное время
В октябре 1921 года был вновь призван в ряды РККА, после чего учился на Бердянских и Керченских пехотных курсах, после окончания которых в 1922 году был направлен в 13-ю Одесскую пехотную командную школу. Во время учёбы принимал участие в боевых действиях против повстанцев на территории Украины.
После окончания школы в августе 1925 года был назначен на должность командира взвода в составе 135-го стрелкового полка (45-я стрелковая дивизия), затем — на аналогичную должность в Военно-политической школе Украинского военного округа, а с сентября 1927 года служил на должностях помощника командира и командира роты 133-го стрелкового полка 45-й стрелковой дивизии.
В мае 1931 года был назначен на должность начальника 5-го отделения штаба Управления начальника работ № 51 Украинского военного округа, в апреле 1933 года — на должность помощника командира батальона 152-го стрелкового полка (51-я стрелковая дивизия), а в январе 1934 года — на должность командира батальона в составе 7-го стрелкового полка (2-я стрелковая дивизия) и 179-го стрелкового полка (60-я стрелковая дивизия).
В октябре 1938 года был назначен на должность командира 115-го стрелкового полка (75-я стрелковая дивизия), дислоцировавшегося в городе Остров (Ленинградская область). Будучи командиром этого полка, полковник Иван Миссан во время советско-финский войны принимал участие в боевых действиях по направлению на станцию Лоймола, в районе которой курсировали бронепоезда. В ходе боевых действий получил контузию. Награждён орденом Красного Знамени (1940).
В июле 1940 года был назначен на должность заместителя командира, а 3 июня 1941 года — на должность командира 180-й стрелковой дивизии (22-й стрелковый корпус, Прибалтийский военный округ), которая была сформирована на базе Эстонской народной армии, укомплектована личным составом на 30—40 процентов.

### Великая Отечественная война
22 июня 1941 года дивизия под командованием Миссана была выведена из лагерей в районе Петсери в пункты постоянной дислокации, находившиеся в районе Таллин — Пярну — Вильянди, где были организованы мероприятия по мобилизации и приведению в полную боевую готовность, после окончания которых 8 июля дивизия была передислоцирована в район Порхова, где принимала участие в оборонительных боевых действиях в ходе на Псковско-Островском укреплённом районе, а также во контрударах под Сольцами и Старой Руссой, в ходе которых нанесла поражение 290-й пехотной дивизии противника, освободив около ста населенных пунктов. Вскоре дивизия принимала участие в боевых действиях в районах городов Старая Русса и Демянск. В марте 1942 года за героизм, мужество личного состава, высокое воинское мастерство дивизия была преобразована в 28-ю гвардейскую.
3 августа 1942 года Миссан был контужен и после излечения 10 сентября того же года был назначен на должность командира 1-го гвардейского стрелкового корпуса, который принимал участие в боевых действиях во время Ростовской, Донбасской, Крымской, Шяуляйской и Мемельской наступательных операций, а также в освобождении городов Новочеркасск, Волноваха, Елгава и Тельшяй.
В декабре 1944 года был назначен на должность командира 103-го стрелкового корпуса, который участвовал в ходе Инстербургско-Кенигсбергской и Земландской наступательных операциях, в освобождении города Тильзит (ныне Советск), а также в ликвидации 2-й армии противника под Данцигом и Гдыней. Генерал-лейтенант Иван Ильич Миссан вёл переговоры и добился безоговорочной капитуляции войск противника, о чём вскоре вспоминал переводчик Борис Пукшанский:
Безвыходное положение, в котором оказалась немецкая группировка, заставило их согласиться на капитуляцию. В 21.00 7 мая прибыл официальный представитель немецкого командования. Командир корпуса Иван Ильич Миссан, я — его переводчик, плюс начальник разведки корпуса остановились в деревне Гроссендорф, ожидая начала переговоров. Ровно в назначенное время явилась немецкая делегация. Была достигнута договоренность о безоговорочной капитуляции. Переговоры продолжались до глубокой ночи и завершились 8-го мая. После полудня 8 мая немецкие части без оружия стали переходить передний край и сдаваться нашим войскам. В плен было взято более 140 тысяч солдат и офицеров, в том числе 12 генералов. Великая Отечественная война победоносно закончиласьБорис и Яков Пукшанские «Трагедия семьи и триумф Победы» на сайте «Огонь войны»
За разгром остатков Земландской группировки противника Миссан был награждён орденом Суворова 1 степени.

### Послевоенная карьера
С сентября 1945 года находился в распоряжении Главного управления кадров НКО и в январе 1946 года был назначен на должность командира 40-го стрелкового корпуса Минского военного округа. С июня этого же года — заместитель командующего 28-й армией (Белорусский военный округ).
В марте 1947 года был направлен на учёбу на Высшие академические курсы при Высшей военной академии имени К. Е. Ворошилова, после окончания которых в апреле 1948 года генерал-лейтенант Иван Ильич Миссан был уволен в запас. Умер 24 апреля 1980 года в Одессе.

## Награды
- Орден Ленина (1945);
- 5 орденов Красного Знамени (19.05.1940, 1942, 1944, 1944, ???);
- Орден Суворова 2-й степени (1943);
- Орден Кутузова 2-й степени (1942);
- Орден Богдана Хмельницкого 2-й степени (Указ ПВ СССР от 19.03.1944)[3];
- Медали.

Почётный гражданин города Старая Русса

## Воинские звания
- Генерал-майор (3 мая 1942 года);
- Генерал-лейтенант (15 сентября 1943 года).